# Roberto Cid Subervi
Roberto Cid Subervi (* 30. August 1993 in Santo Domingo) ist ein dominikanischer Tennisspieler.

## Karriere
Auf der Juniorentour spielte Cid Subervi bis 2011 und erreichte mit dem 120. Rang im selben Jahr seine höchste Position in der Junior-Rangliste.
Bis zu seinem Studium an der University of South Florida, das er von 2013 bis 2016 absolvierte, und wo er auch College Tennis spielte, gab Cid Subervi bereits seine Premiere für die dominikanische Davis-Cup-Mannschaft im Jahr 2012, für die er eine Bilanz von 4:10 hat, und stand im Einzel unter den besten 1000 Spielern der Tennisweltrangliste. Nach Beendigung seines Studiums spielte Cid Subervi erstmals regelmäßig Profiturniere und gewann auf der drittklassigen ITF Future Tour im Juni 2016 seinen ersten Titel. Zwei Monate später stand er zudem in einem weiteren Finale.
Im Folgejahr 2017 stand er weitere fünf Male in Future-Finals, von denen er drei für sich entscheiden konnte. Hinzu kam ein Titel im Doppel. Dreimal war er im Hauptfeld eines höher dotierten Challenger-Turniers vertreten, verlor jedoch jeweils früh. Im März 2018 gelang dem Dominikaner sein bislang größter Erfolg. Beim Challenger in Mexiko siegte er zunächst dreimal in der Qualifikation und triumphierte noch vier weitere Male. Im Finale verlor er gegen den Salvadorianer Marcelo Arévalo in drei Sätzen. Nach zwei erreichten Viertelfinals, stand er in Schymkent gegen Yannick Hanfmann abermals im Finale eines Challengers und verlor erneut. Sein bis dato bestes Jahr schloss er in der Weltrangliste auf Platz 243 ab. 2018 trat Cid Subervi bei den Zentralamerika- und Karibikspielen an und gewann den Mannschafts- und Doppelbewerb. Im Einzel verlor er gegen seinen Landsmann Víctor Estrella.

## Erfolge
| Legende (Anzahl der Siege)  |
| Grand Slam                  |
| ATP World Tour Finals       |
| ATP World Tour Masters 1000 |
| ATP World Tour 500          |
| ATP World Tour 250          |
| ATP Challenger Tour (2)     |

### Doppel

#### Turniersiege
| Nr. | Datum            | Turnier      | Belag | Partner          | Finalgegner                    | Ergebnis          |
| --- | ---------------- | ------------ | ----- | ---------------- | ------------------------------ | ----------------- |
| 1.  | 17. Oktober 2020 | Lissabon     | Sand  | Gonçalo Oliveira | Harri Heliövaara Zdeněk Kolář  | 7:65, 4:6, [10:4] |
| 2.  | 4. Mai 2024      | Porto Alegre | Sand  | Kaichi Uchida    | Patrick Harper David Stevenson | 5:7, 7:61, [10:6] |